# William David
William David (ur. 21 lutego 1969 roku w Pau) – francuski kierowca wyścigowy.

## Kariera
David rozpoczął karierę w międzynarodowych wyścigach samochodowych w 1987 roku od startów we Francuskiej Formule Ford 1600. Z dorobkiem pięciu punktów został sklasyfikowany na dwudziestej pozycji w klasyfikacji generalnej. Dwa lata później w tej samej serii był już mistrzem. W późniejszych latach Francuz pojawiał się także w stawce Francuskiej Formuły 3, Peugeot 905 Spider Cup, French Supertouring Championship, Global GT Championship, Championnat de France Supertourism, 24-godzinnego wyścigu Le Mans, International Sports Racing Series, French GT Championship, 1000 km Le Mans oraz SEAT Leon Supercopa France.